# 525
سنة 525 م (بالأرقام الرومانية: DXXV) كانت سنة بسيطة تبدأ يوم الأربعاء (الرابط يظهر نموذج الجدول الزمني الكامل للسنة) من التقويم اليولياني. بدأت تسمية السنة ب525 منذ العصور الوسطى المبكرة، عندما أصبح تقويم أنو دوميني هو الأسلوب السائد في أوروبا لتسمية السنوات.

## أحداث
- الإمبراطور جستين الأول يعيد بناء مدينة عين زربة ويعيد تسميتها باسم جستينوبوليس

## مواليد
- الأحوص بن جعفر

## وفيات
- صخر بن نهشل
- عنترة بن شداد
- الشاعر العربي الصعلوك الشنفرى (تقدير).